# Брэнди Лав
Трейси Линн Ливермор (англ. Tracey Lynn Livermore), более известная под сценическим именем Брэнди Лав (англ. Brandi Love; род. 29 марта 1973[…], Дирборн, Мичиган, США) — американская порноактриса, а также совладелец и финансовый директор двух мультимедийных компаний.

## Биография
Родилась в Дирборн, Мичиган, США и имеет английские и немецкие корни. Выросла в Детройте, штат Мичиган, и училась в Центральном Мичиганском университете. Правнучка биржевого торговца Джесси Лористона Ливермора. Воспитана пресвитерианами. Замужем за Крисом Потоски и имеет одну дочь, живёт в Северной Каролине. Снималась на студии Sweetheart Video. В 2013 году появилась в 93 серии сериала Women Seeking Women. В 2017 году сыграла в фильме Interracial Icon 5. В 2018 году была девушкой февраля студии Girlsway. В 2020 году на 37-й церемонии AVN Awards включена в Зал славы AVN. В 2020 году снялась в фильме Blacked Raw V30

## Награды и номинации
| Год  | Церемония         | Результат | Награда                                               | Работа          |
| ---- | ----------------- | --------- | ----------------------------------------------------- | --------------- |
| 2013 | AVN Award         | Номинация | MILF/Cougar исполнитель года                          | н/д             |
| 2013 | AVN Award         | Номинация | Самая скандальная сексуальная сцена (с Келли Мэдисон) | Big Titty MILFs |
| 2013 | NightMoves Award  | Победа    | Лучшая Cougar/MILF исполнительница (выбор редакции)   | н/д             |
| 2013 | NightMoves Award  | Номинация | Лучшая задница                                        | н/д             |
| 2013 | XBIZ Award        | Номинация | Веб-звезда года                                       | н/д             |
| 2014 | Fanny Award       | Номинация | MILF-исполнительница года                             | н/д             |
| 2014 | Night Moves Award | Номинация | Лучшая MILF-исполнительница                           | н/д             |
| 2015 | AVN Award         | Номинация | Лучший веб-сайт порнозвезды                           | BrandiLove.com  |
| 2015 | XBIZ Award        | Номинация | MILF-исполнительница года                             | н/д             |
| 2015 | XBIZ Award        | Номинация | Лучшая актриса второго плана                          | Aftermath       |
| 2018 | XBIZ Award        | Победа    | MILF-исполнительница года                             | н/д             |
| 2018 | XBIZ Award        | Победа    | Лучшая актриса — лесбийский релиз                     | The Candidate   |
| 2018 | Pornhub Awards    | Победа    | Лучшая MILF-исполнительница                           | н/д             |
| 2019 | XBIZ              | Номинация | Премия XBIZ лесбийской исполнительнице года           | н/д             |
| 2022 | XRCO Award        | Победа    | MILF-актриса года                                     | н/д             |
| 2022 | Fleshbot          | Победа    | Лучшая MILF                                           | н/д             |
| 2025 | XMA Awards        | Победа    | Лучшая сексуальная сцена – Комедия                    | American MILF   |